# Église Saint-Georges de Martigné-sur-Mayenne
L'église Saint-Georges de Martigné-sur-Mayenne est une église catholique située place de l'église à Martigné-sur-Mayenne, dans le département français de la Mayenne.

## Histoire
Profondément remanié au cours des siècles, l'édifice d'origine est bâti au XIIe siècle.
En 1649, le chœur comprenait trois autels ; l’arrière de cet ensemble sert de sacristie jusqu’en 1829.
L'église est à nouveau agrandie par les habitants en 1699.
Le 8 novembre 1729, les deux cloches de l'église sont fondues par Pierre Asselin, maître fondeur au Mans. Elles sont bénites dix jours plus tard, le 18 novembre. En 1829, une nouvelle sacristie est construite à l’angle du chœur et de la chapelle dédiée à saint Joseph. Deux nefs sont construites en 1858 et 1861. Le maire Charles de Crozé, en 1877, décide l’acquisition de trois cloches en remplacement des deux anciennes, devenues trop petites. À cette occasion, le beffroi est modifié par Monsieur Guittier, de Martigné.

## Intérieur

### L'Adoration des Mages

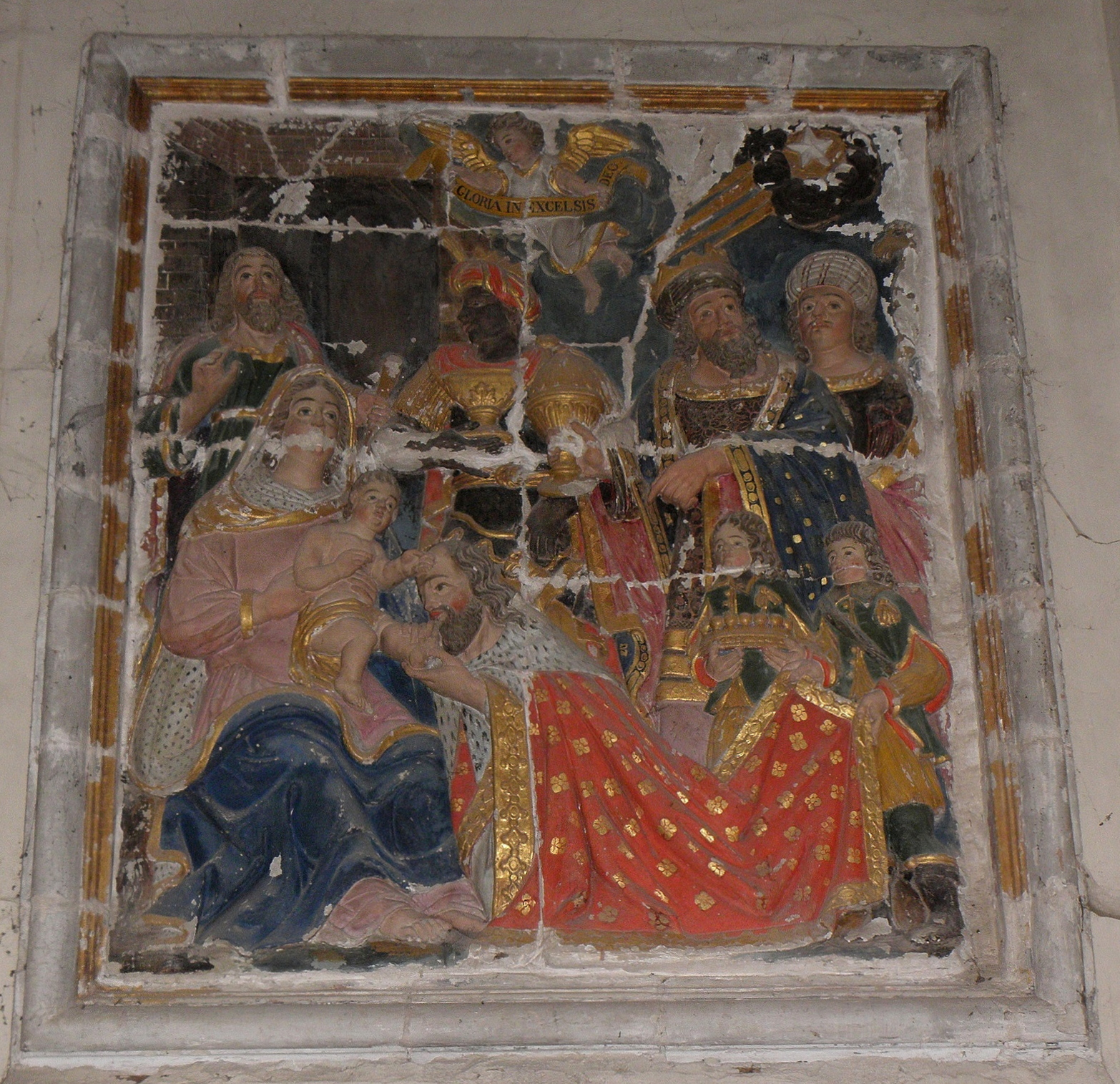
Bas-relief de l'Adoration des mages.

Placé dans l'ancienne niche des fonts baptismaux, ce bas-relief datant de 1736 provient de l'ancien retable du maître-autel. Il est l'œuvre d'un sculpteur lavallois, gendre de François Langlois. Ce bas-relief est classé à titre d'objet aux Monuments historiques.

### Épitaphe
À gauche de la porte de la sacristie est fixée une plaque en cuivre, sur laquelle est reproduite l'épitaphe d'un vicaire, Robert Tasseau, instituteur de la paroisse décédé en 1549. Les lettres, en caractères gothiques, sont entrecoupées de dessins d'ossements.

### Fonts baptismaux
Dans le transept nord sont implantés les fonts baptismaux, datant du XVIIe siècle. Le piédestal et la cuve sont fabriqués en marbre veiné de gris provenant des carrières de Louverné ; le couvercle fermant la cuve est en cuivre.